# Chœur (architecture)
Pour les articles homonymes, voir Chœur.

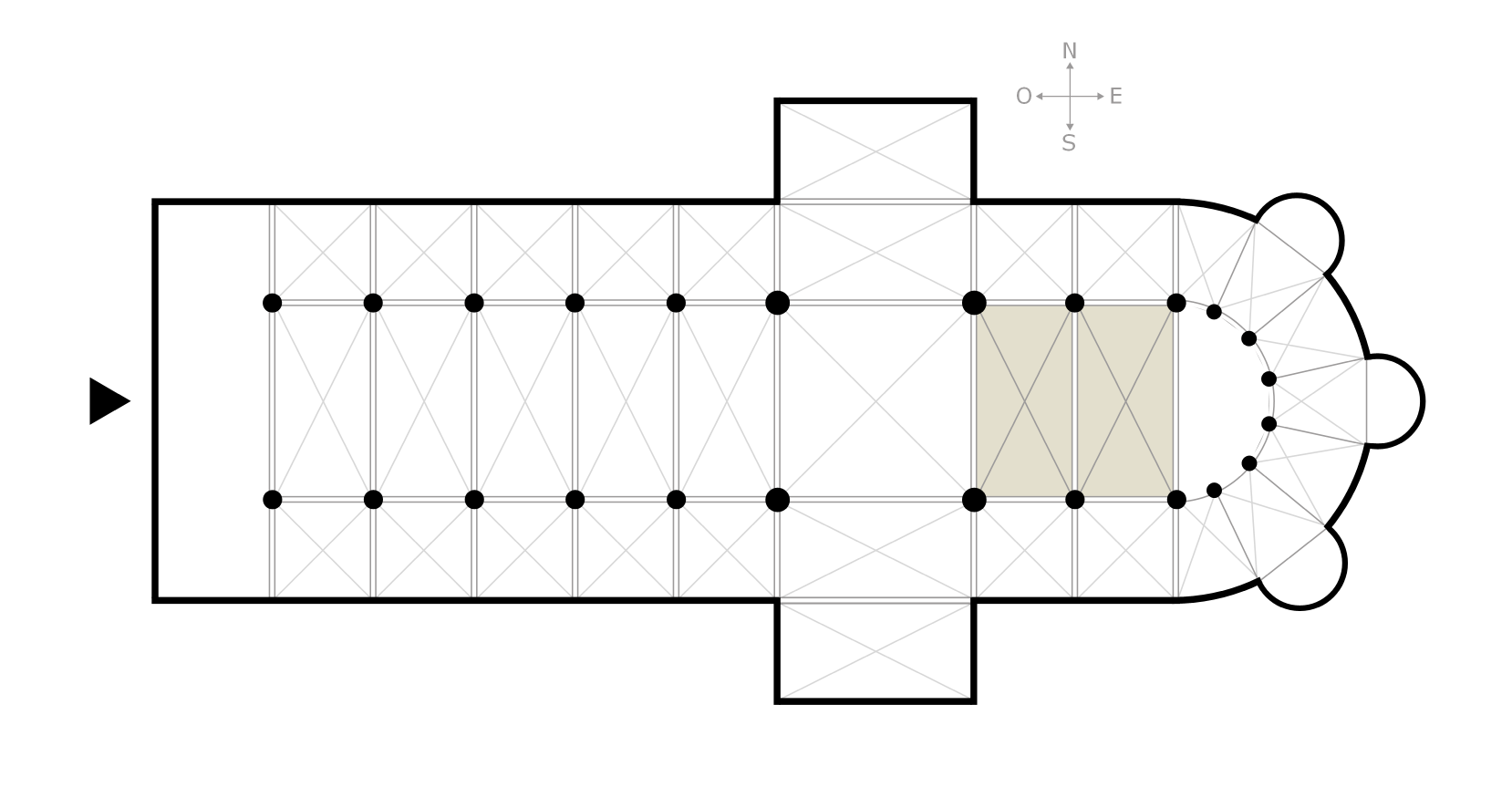
Chœur et autres parties d'une église.

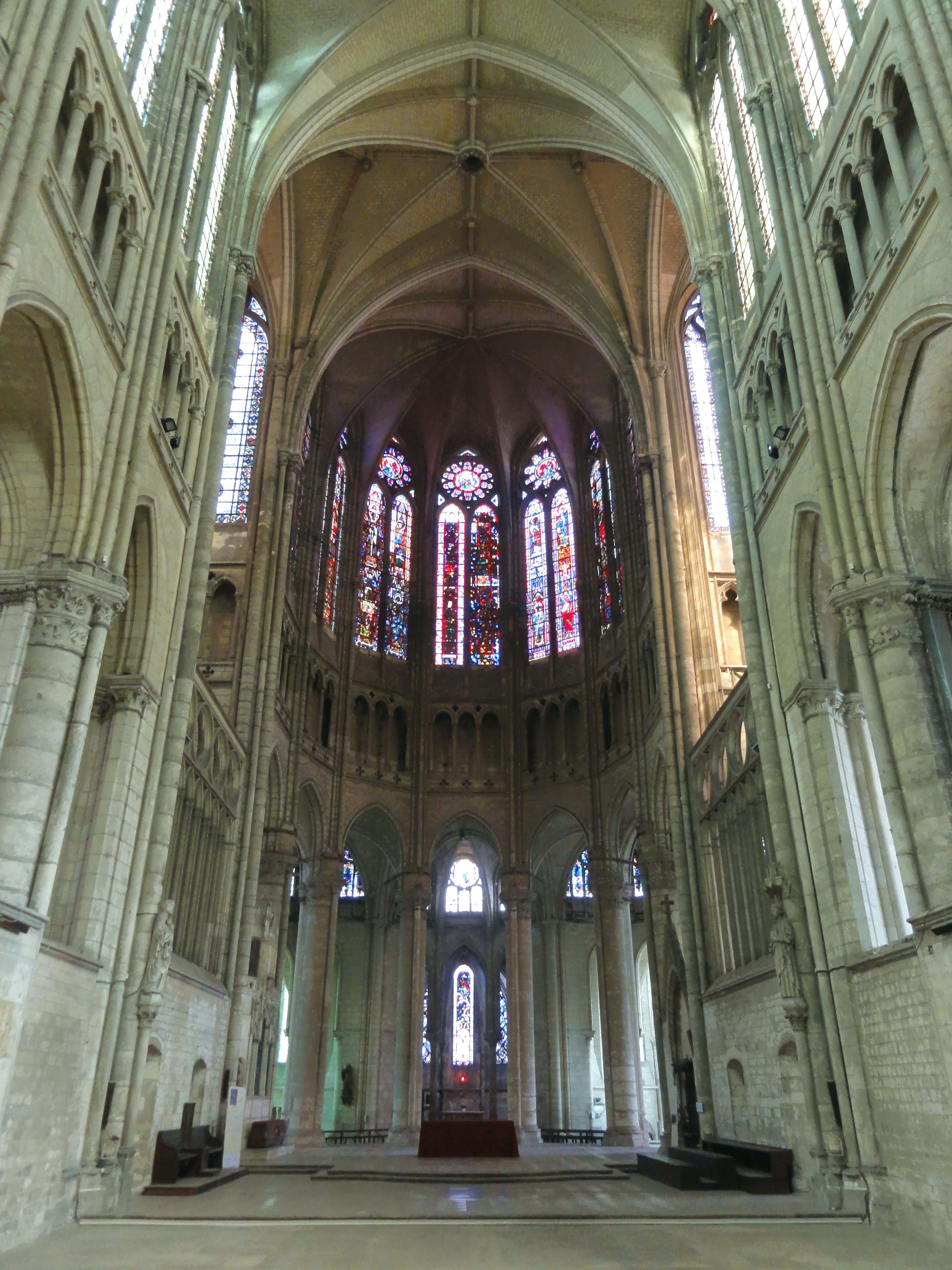
Chœur de la basilique de Saint-Quentin (Aisne, France).

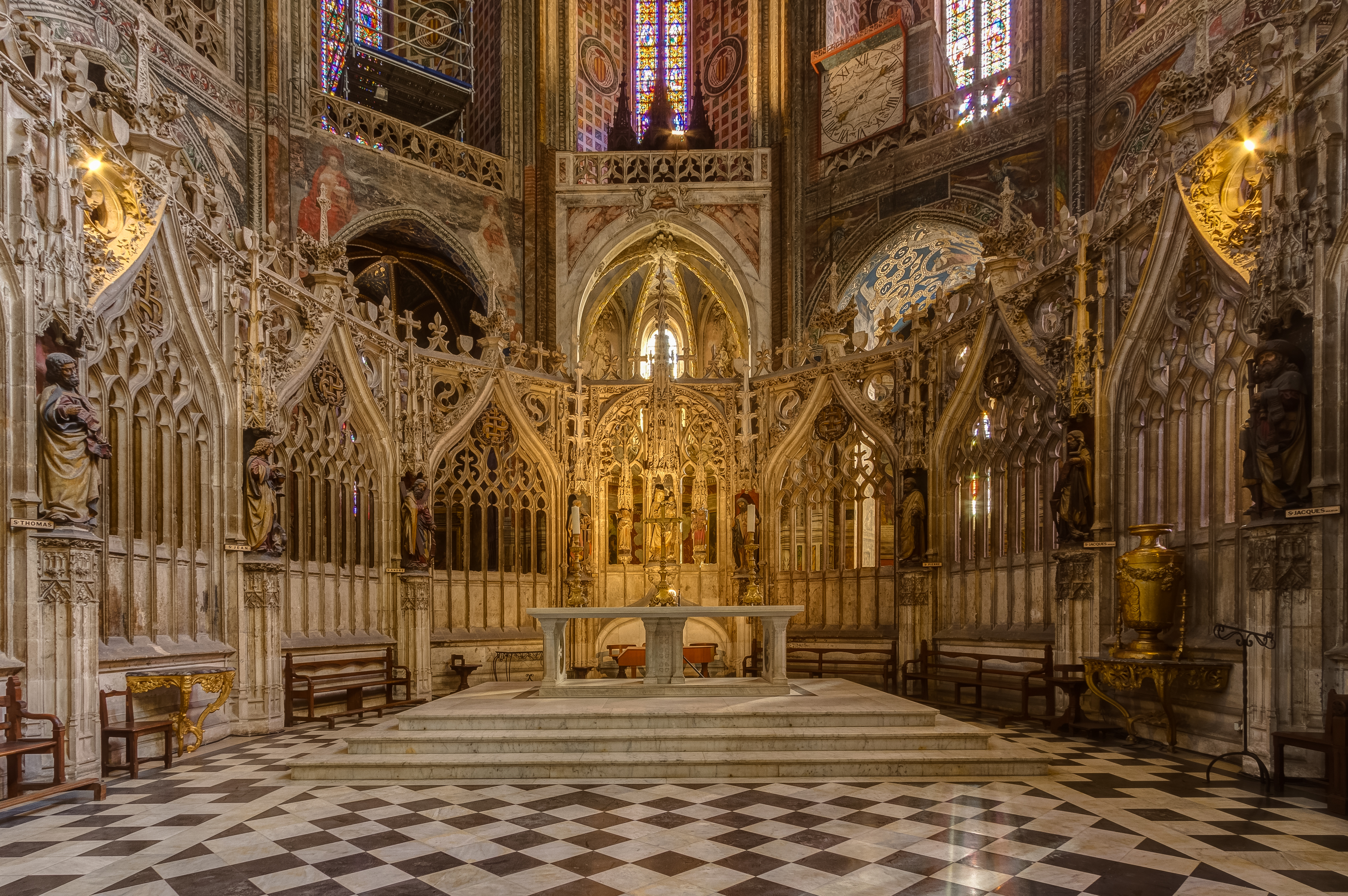
Chœur de la cathédrale Sainte-Cécile d'Albi (Occitanie).

En architecture, le chœur, du grec ancien χορός / khorós (« ensemble de chanteurs »), est la partie du plan d'une église où se trouve le maître-autel et où se tiennent les clercs et les chantres.

## Historique
À l'origine, l'autel est localisé dans l'abside, ou dans la nef centrale dans les églises d'Afrique. À l'époque de l'Empire byzantin, il est installé de préférence dans une enceinte adjacente ou sur une plate-forme située au même niveau que l'abside. Cette enceinte de l'autel est appelée le chœur mais ce terme peut entraîner des confusions avec l'usage médiéval où il est souvent l'équivalent du chevet.

## Description
Le chœur est la partie de l'église réservée au clergé, quelquefois appelée chœur liturgique ou chœur des chantres pour la distinguer du chœur architectural qui comprend l'ensemble de la nef située autour du chœur liturgique (collatéral du chœur). Il peut comprendre le sanctuaire où se déroule le cérémonial liturgique autour du maître-autel, lieu le plus important de l'église.
Le chœur peut comprendre des travées et se terminer par une abside cintrée ou polygonale, mur plein s'il n'y a pas de déambulatoire ou rond-point dans le cas contraire, ou par un mur plat d'un chevet plat.
Le corps ecclésiastique est divisé en haut-chœur qui comporte les dignitaires hiérarchiques et en bas-chœur le bas clergé, les clercs et les laïcs, réunis autour des choristes, autrefois professionnels (et souvent amenés, du moins pour les principaux, à prendre les ordres, mineurs comme celui de lecteur, ou majeurs comme ceux de sous-diacre, diacre ou prêtre). Dans un collège de chanoines, ils pouvaient aussi bénéficier d'une semi-prébende canoniale, ou même d'une prébende, affectées aux stalles inférieures du haut-chœur.
En Occident, le chœur est généralement situé dans la partie occidentale de l'abside, entre la croisée du transept et la partie orientale de l'abside où se trouve l'autel. Dans les abbatiales, il est réservé aux moines.
L'architecture carolingienne introduira les églises à double chœur symbolisant la complémentarité entre le pouvoir de l'empereur et celui du pape. Les deux chœurs se font alors face, à chaque extrémité de la nef, le chœur puis le chœur liturgique vers l'assistance et le contre-chœur en tribune à l'opposé. Cette tradition s'est poursuivie dans l'architecture ottonienne et l'architecture romane allemande. La présence d'un chœur dans l'ouest du bâtiment a entraîné le développement d'un important massif occidental ou Westbau.
En Orient, il y a généralement deux chœurs situés dans les bras du transept : le premier chœur au sud et au nord le second chœur. L'abside, fermée par l'iconostase, est toujours réservée aux célébrants.